# 伍禮彬
伍禮彬，四川金堂县人，清朝政治人物。乾隆三十六年辛卯科四川鄉試第41名舉人出身。
乾隆四十九年八月，擔任清朝廣東省潮州府豐順縣知縣。后由沈治安接任。